# Težinska kontekstno neovisna gramatika
Težinska kontekstno neovisna gramatika (engl. weighted context-free grammar - WCFG) je kontekstno neovisna gramatika u kojoj je sa svakom produkcijom asocirana numerička težina. Težina stabla parsiranja u WCFG je težina pravila korištenog u produkciji korijena, s pridodanim težinama njegove djece. Poseban slučaj WCFG su stohastičke kontekstno neovisne gramatike, gdje su težine logaritmi vjerojatnosti.
Proširena se verzija CYK algoritma može koristiti za pronalaženje "najlakšeg" (s najmanjom težinom) postupka generiranja danog niza znakova za danu WCFG.